# Foire Saint-Martin (Angers)
Pour les articles homonymes, voir Foire Saint-Martin.

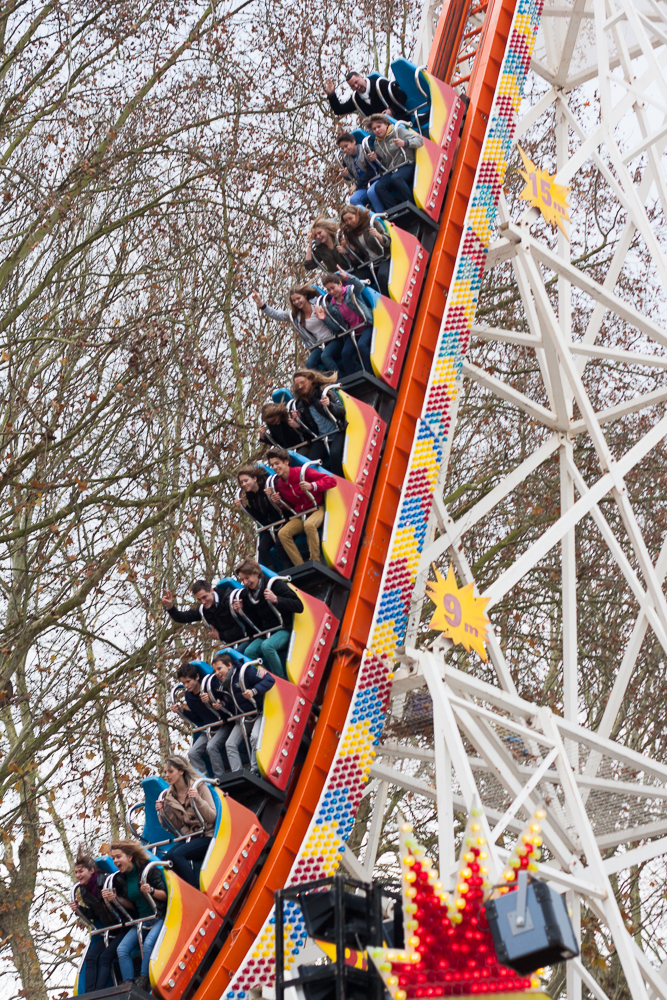
Le Banzaï lors de la Foire Saint-Martin.

La foire Saint-Martin est une fête foraine angevine. Elle débute le premier week-end de novembre jusqu'au dernier week-end de ce mois. C'est une des plus grandes foire du Grand-Ouest, se trouvant à deux pas du centre-ville d'Angers sur la plus grande place de la ville, la place de La Rochefoucault-Liancourt qui a une superficie de 4 hectares.

## Historique
La Foire Saint-Martin était à l'origine une foire créée en 1624, et qui se tenait à Angers le mercredi précédant la Saint-Martin, fêtée le 11 novembre. Elle est mentionnée dans l'Almanach royal de 1700 comme considérable. Un bail est adjugé en 1656 et exécuté en 1663 afin de la rendre franche, c'est-à-dire libre de taxe. Le Journal de l'agriculture, du commerce et des finances de 1769 mentionne une durée de huit jours durant lesquels sont vendus des draperies, de la mercerie, des bijoux,… Les bêtes ne sont vendues que durant les deux premiers jours.
Le 12 novembre 1913, la foire attire 7 200 voyageurs en gare d'Angers, une des plus grandes affluences de l'année. Anciennement tenue sur la place du Champ-de-Mars (actuelle place du général Leclerc), la foire se tient sur la place de La Rochefoucauld depuis 1964.
En 2012, elle accueille près de 600 forains, et est considérée comme la plus importante de l'Ouest après celle de Bordeaux. Elle accueille en moyenne plus de 300 000 visiteurs.
En 2020, tout fut annulé du fait de la crise sanitaire.

## Affluence

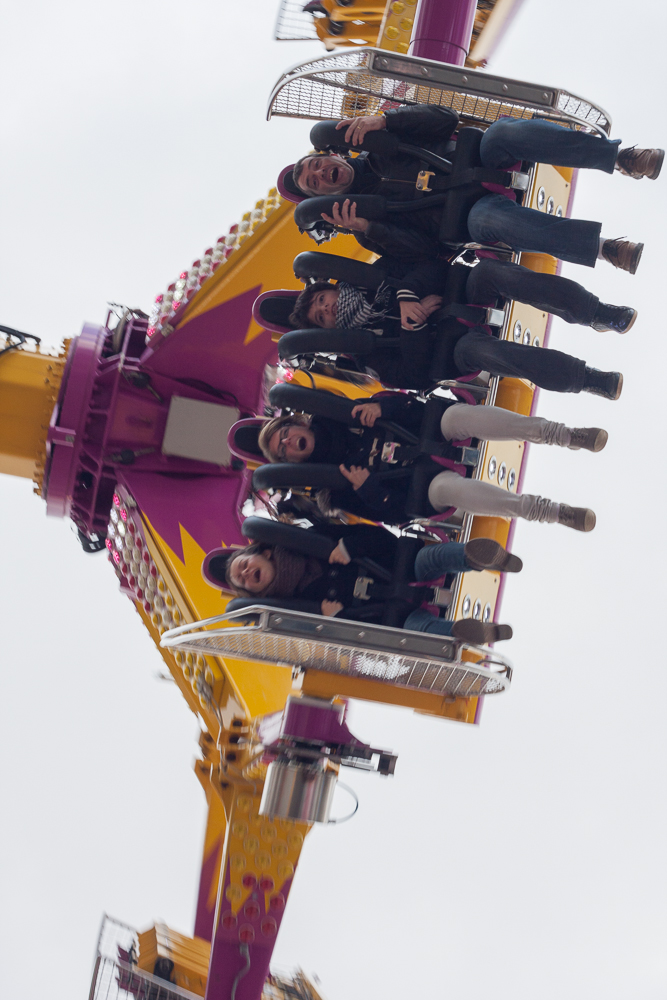
Le Loop Zone lors de l'édition 2012.

En 2010, la foire attire environ 300 000 visiteurs. L'arrivée du tramway en 2011 augmente l'affluence de 10 à 12 %.

## Culture populaire
La foire Saint-Martin est évoquée dans l'ouvrage « Vu de mon clocher » de l'écrivain angevin Yvon Péan.